# Clown (filme)
Clown é um filme americano de terror e suspense de 2014 co-escrito e dirigido por Jon Watts e co-produzido e estrelado por Eli Roth. As filmagens começaram em novembro de 2012, em Ottawa. O filme foi lançado na Itália em 13 de novembro de 2014 e foi lançado no Reino Unido em 2 de março de 2015 e nos Estados Unidos em 17 de junho de 2016 pela Dimension Films.

## Premissa
Um homem, que é um pai amoroso, veste uma fantasia de palhaço para a festa de aniversário de seu filho, mas acaba percebendo que o traje está amaldiçoado.

## Elenco
- Eli Roth como Frowny, o Palhaço
- Laura Allen como Meg McCoy
- Andy Powers como Kent McCoy
- Peter Stormare como Herbert Karlsson
- Elizabeth Whitmere como Denise
- Christian Distefano como Jack McCoy
- Chuck Shamata como Walt
- Robert Reynolds como Dr. Martin Karlsson
- Lucas Kelly como Colton
- Michael Riendeau como Robbie
- Matthew Stefiuk como Detective
- Miller Timlin como Camper

## Produção
Clown é uma produção independente. Em novembro de 2010, Jon Watts e Christopher D. Ford carregaram um trailer falso no YouTube que anunciou que Eli Roth produziria o filme; Roth não estava envolvido na época. Roth falou sobre o filme, dizendo: "Adorei o quanto eles estavam, lançando um trailer que dizia: 'Do mestre do terror, Eli Roth'. Algumas pessoas pensaram que eu fiz o filme, ou que era outro trailer falso de Grindhouse ... Eu realmente senti que as pessoas estão realmente assustadas com palhaços malvados. É um novo território para fazer uma versão de A Mosca, onde esse cara pode se sentir mudando, se apagando apenas para encontrar sangue em seu traje de palhaço. Você é simpatizante com um monstro até o monstro realmente assumir o controle."
As filmagens começaram em novembro de 2012 em Ottawa. Roth se juntou como produtor e Watts dirigiu fazendo sua estreia como diretor de cinema, com um roteiro co-escrito com Ford.

## Lançamento
Em setembro de 2012, a Dimension Films e a FilmNation Entertainment adquiriram direitos de distribuição ao filme. O filme foi lançado em 13 de novembro de 2014 na Itália. A estreia no Reino Unido foi em 27 de fevereiro de 2015, na Escócia no FrightFest Glasgow 2015, seguido do lançamento em DVD e Blu-ray em 2 de março de 2015. O filme também foi lançado nas Filipinas em 25 de março de 2015 e no México em 22 de maio de 2015. Após o atraso, o filme foi lançado nos Estados Unidos em 17 de junho de 2016.

## Trilha sonora
- Benjamin Dickinson – "Frowny the Clown"
- Brian McKenna – "Mexican Lindo"
- Jared Gutstadt – "Taste of Mexico"
- Gods of Fire – "The Long Walk"
- Matt Veligdan – "Sonata La Squarzona"
- Neil Sedaka – "King of Clowns"
- Matt Veligdan – "Hardship"
- Nirvana – "Everybody Loves a Clown"

## Recepção
Clown teve uma recepção mista dos críticos. No Rotten Tomatoes, o filme tem uma aprovação de 42%, com base em 21 resenhas. No Metacritic, o filme tem uma pontuação de 42, com base em 6 resenhas, indicando "Comentários mistos ou médios". Dominic Cuthbert, da Starburst, o avaliou com 7/10 estrelas e o descreveu como "uma enorme diversão e um eficaz terror corporal." Jeremy Aspinall, da Radio Times, o classificou 2/5 estrelas e o descreveu como "um pouco sedado no ritmo." Brad Miska, do Bloody Disgusting, deu 3/5 estrelas e escreveu: "Mesmo que seja principalmente chato, ainda há coisas realmente legais e divertidas espalhadas por toda parte." Joel Harley, do HorrorTalk, deu 2/5 estrelas e escreveu: "O que poderia ter sido um dos poucos grandes filmes de palhaços assassinos acabou sendo mais uma decepção, tendo um tom e um ritmo muito desgastados para ser considerado um sucesso."